# Šárka Cojocarová
Šárka Klemensová (tên khai sinh là Šárka Cojocarová) là một người mẫu đến từ Cộng hòa Séc.

## Tiểu sử
Cojocarová sinh ra ở Svobodné Heřmanice, Silesia. Cô tốt nghiệp trường trung học ở Poruba. Cô cũng theo học tiếng Anh và tiếng Pháp tại Khoa Triết học của Trường Đại học Ostrava.

## Các cuộc thi sắc đẹp

### Miss Dream Girl of the World 2008
Sự nghiệp Hoa hậu của Cojocarová bắt đầu khi cô chiến thắng cuộc thi này.

### Hoa hậu Séc 2011
Cô tham gia cuộc thi và giành quyền đại diện quốc gia tại đấu trường Hoa hậu Trái Đất 2011.

### Hoa hậu Trái Đất 2011
Ở cuộc thi Hoa hậu Trái Đất 2011, cô giành được giải thưởng phụ Trình diễn áo tắm đẹp nhất (Best in Swimsuit). Đồng thời, cô lọt vào danh sách các ứng viên sáng giá do các chuyên trang sắc đẹp chấm và bình chọn. Nhưng trong đêm chung kết cô đã sớm dừng bước khi không lọt vào Top 16.

### Hoa hậu Độc quyền Thế giới 2012
Cô đoạt danh hiệu Á hậu 2 tại cuộc thi này.

## Đời tư
Cô đã kết hôn với Karel Klemens và có hai người con.